# Manifestations de 2019 à Bakou
Les manifestations de 2019 à Bakou étaient une série de rassemblements non violents les 8, 19 et 20 octobre à Bakou, la capitale de l'Azerbaïdjan. Les manifestations des 8 et 19 octobre ont été organisées par le Conseil national des forces démocratiques (en) (CNFD), une coalition de partis d'opposition, et ont appelé à la libération de prisonniers politiques et à des élections libres et équitables. Ces protestations étaient également menées contre le chômage croissant et les inégalités de revenu. Parmi les personnes détenues le 19 octobre figurait le chef du parti du Front populaire d'Azerbaïdjan, Ali Karimli (en).

## Contexte
La Constitution de la République d'Azerbaïdjan prévoit la liberté de réunion, après notification en amont au corps administratif compétent. Toutefois, en pratique, le gouvernement azerbaïdjanais requiert que des rassemblements dans ce cadre aient obtenu une permission officielle de la part des municipalités. La requête de femmes voulant se rassembler a été rejetée par les autorités car, selon eux, il y avait trop de magasins et de restaurants sur le site proposé pour la manifestation et il a donc été déclaré inapproprié.

## Manifestations
Le 8 octobre, le CNFD organise une manifestation pour soutenir la liberté de réunion. Les manifestants se rassemblent face au bureau du maire de Bakou, clamant leur opposition à la décision des autorités municipales d'interdire un rassemblement au stade Mahsul dans le centre de la capitale. Il a été, à la place, proposé aux participants un site dans la ville de Lökbatan, à environ 20 kilomètres de Bakou. Une cinquantaine de manifestants sont admis sur le site, quand plusieurs dizaines d'autres en sont empêchés et tentent de passer au travers du cordon de police. Ils sont dispersés et, pour certains, interpellés. Les médias ne sont pas autorisés à couvrir l'événement. Selon la police, 17 opposants sont réprimandés pour violation de la "loi sur les manifestations de masse" quand quatre autres ont reçu un "protocole administratif" pour la même raison.
En préparation de la manifestation du 19 octobre, la police établit un périmètre incluant plusieurs rues du centre de Bakou, interrompent la desserte par le métro de trois stations du centre-ville - 28 May, Cəfər Cabbarlı et Xətai - et l'accès à Internet est restreint. Le département de police de Bakou déclare la manifestation du 19 octobre "illégale". Des centaines de membres de l'Unité de police rapide sont déployés. Le même jour, Ali Karimli est arrêté et emprisonné par la police peu après qu'il a rejoint le cortège dans le centre de Bakou. Il est relâché tard dans la soirée. D'après la police, 60 manifestants sont emprisonnés, dont 42 sont libérés avec un "avertissement".
Le 20 octobre, des manifestantes se rassemblent près d'une statue de Khourchidbanou Natavan, située sur la commerçante rue Nizami (en) dans Bakou. Elles y sont confrontées à la police qui leur ordonnent de quitter les lieux. En plus des banderoles, les protestantes ont écrit leurs slogans sur leurs vêtements, craignant que leurs banderoles ne soient déchirées par la police. Plusieurs participantes arboraient des slogans commémorant Elina Hajiyeva, une adolescente s'étant suicidée à Bakou plus tôt dans l'année, pour cause de harcèlement scolaire.

## Réactions
Dans une déclaration du 19 octobre, l'Union Européenne appelle "les autorités à libérer les manifestants pacifiques restant en détention", notant que "la liberté de réunion est un droit de l’homme fondamental et nous attendons de l’Azerbaïdjan qu’elle veille à ce qu’il puisse être pleinement exercé, dans le respect des obligations internationales que ce pays s’est engagé à honorer". La députée européenne néerlandaise Kati Piri déclare que "cette violence était accompagnée d’une campagne étatique de diffamation dirigée contre l’opposition et les activistes de la société civile. Dans ce cadre, une attaque sans précédent visait des diplomates de l'UE dans l'exercice de leurs fonctions diplomatiques". Un autre MPE, le croate Tonino Picula, enjoint Federica Mogherini et la Commission Européenne "à suspendre les négociations du nouvel accord entre l’UE et l’Azerbaïdjan jusqu’à ce que le gouvernement de ce pays s’engage à respecter pleinement les droits fondamentaux".
L'ambassade américaine à Bakou appelle "le gouvernement à enquêter de façon crédible sur les déclarations de violence policière, tenir pour responsable les coupables, et relâcher promptement ceux étant encore en détention". L'ambassade note également que "la liberté de réunion et la liberté d'expression sont des droits humains universels garantis par la Constitution de l'Azerbaïdjan".
L'ancien ambassadeur d'Azerbaïdjan auprès du Benelux, Arif Mammadov (en), critique fermement les autorités azerbaïdjanaises pour l'effusion de violence durant la manifestation du 19 octobre.
Human Rights Watch critique les autorités du pays pour son refus de permettre un rassemblement apaisé de l'opposition.

## Source
- (en) Cet article est partiellement ou en totalité issu de l’article de Wikipédia en anglais intitulé « 2019 Baku protests » (voir la liste des auteurs).